# Kolódkino
Kolódkino (en rus: Колодкино) és un poble de l'óblast de Kaluga, a Rússia, que en el cens del 2010 tenia 2 habitants, pertany al districte de Bórovsk.